# Tesouro (microregio)
Tesouro is een van de 22 microregio's van de Braziliaanse deelstaat Mato Grosso. Zij ligt in de mesoregio Sudeste Mato-Grossense en grenst aan de deelstaat Goiás in het westen, de mesoregio Nordeste Mato-Grossense in het noorden en de microregio's Primavera do Leste in het noordwesten, Rondonópolis in het westen en Alto Araguaia in het zuiden. De oostgrens van Tesouro wordt gevormd door de Araguaia. De microregio heeft een oppervlakte van ca. 27.173 km². Midden 2004 werd het inwoneraantal geschat op 50.632.
Negen gemeenten behoren tot deze microregio:
- Araguainha
- General Carneiro
- Guiratinga
- Pontal do Araguaia
- Ponte Branca
- Poxoréu
- Ribeirãozinho
- Tesouro
- Torixoréu

Mesoregio's: Centro-Sul Mato-Grossense · Nordeste Mato-Grossense · Norte Mato-Grossense · Sudeste Mato-Grossense · Sudoeste Mato-Grossense

Microregio's: Alta Floresta · Alto Araguaia · Alto Guaporé · Alto Pantanal · Alto Paraguai · Alto Teles Pires · Arinos · Aripuanã · Canarana · Colíder · Cuiabá · Jauru · Médio Araguaia · Norte Araguaia · Paranatinga · Parecis · Primavera do Leste · Rondonópolis · Rosário Oeste · Sinop · Tangará da Serra · Tesouro